# Copa Rio Internacional de 1952
A Copa Rio de 1952 ou simplesmente Copa Rio (nome oficial escrito no troféu da edição de 1952) foi a segunda edição da competição internacional, disputada por oito equipes de sete países da América do Sul e da Europa, entre 13 de julho e 2 de agosto de 1952 no Rio de Janeiro e em São Paulo, nos estádios do Maracanã e do Pacaembu, respectivamente. O Fluminense sagrou-se campeão de forma invicta.

## Introdução
A segunda edição da Copa Rio foi organizada pela CBD, com caráter oficial por essa entidade, e pelo Fluminense, contando com o acompanhamento da FIFA por meio de seu secretário Ottorino Barassi, conforme consta em seu estatuto. A competição foi patrocinada pela Prefeitura do Rio de Janeiro, que, assim como no ano anterior, doou o troféu aos campeões.
Inicialmente planejada para ser disputada em 1953, conforme estipulado quando a competição foi criada em 1951, como uma competição bianual, a Copa Rio foi antecipada para 1952. Essa mudança ocorreu a pedido do Fluminense, que desejava organizar o evento como parte das comemorações pelo seu cinquentenário. O clube assumiu a organização do torneio com a autorização e apoio da CBD, além do respaldo financeiro da Câmara Municipal do Rio de Janeiro.
Em agosto de 2014, o então presidente da FIFA, Joseph Blatter, afirmou que a entidade reconheceria a competição de 1951, vencida pelo Palmeiras, como um mundial de clubes. O dirigente máximo da entidade destacou que a Copa Rio não seria equiparada aos Mundiais da FIFA, mas receberia um certificado que chancela sua importância. Na mesma declaração, Blatter disse que reconheceria outros campeões mundiais, o que poderia incluir a Copa Rio de 1952. Entretanto, apesar das reivindicações do Fluminense, até o presente momento a FIFA não oficializou o reconhecimento da edição de 1952 como equivalente a um mundial de clubes.
Até 27 de janeiro de 2017, a maioria das menções da FIFA como primeiro torneio de clubes de dimensão mundial faziam referência apenas à Copa Rio de 1951, em geral, consultas formais do Palmeiras e do jornal O Estado de S. Paulo sobre o título palmeirense, porém naquela data uma comunicação da FIFA segundo o jornal O Estado de S. Paulo incluiu a Copa Rio de 1952 em uma informação exemplificada, sem nenhuma aprovação do comitê e conselho da entidade ou informações nos seus canais oficiais em relação a conquista do clube carioca.
A Copa Rio de 1952 também foi apontada como tendo marcada uma evolução tática no futebol brasileiro, o sistema de jogo 4-3-3. Em 5 de maio de 2020, após alguns dias de votação no site Globoesporte.com, os torcedores do Fluminense escolheram a vitória por 3 a 0 sobre o Peñarol, válida por essa competição, como a partida mais importante de sua História. Os gols da partida que marcou a vitoriosa campanha invicta tricolor foram marcados por Marinho, duas vezes, e Orlando, perante mais de 63.000 torcedores. O Peñarol era base da Seleção Uruguaia campeã mundial dois anos antes no Maracanã contra a Seleção Brasileira. Em 9 de maio de 2020, com 24,14% dos votos, Fluminense 3 a 0 Peñarol foi escolhida a segunda maior partida da história dos clubes brasileiros.
Pronunciamento da FIFA sobre a Copa Rio de 1952:
| “ | A FIFA reconhece e valoriza as iniciativas de se estabelecer competições de clubes em nível mundial através da história. Esse é o caso dos torneios envolvendo clubes europeus e sul-americanos, tais como a pioneira Copa Rio, disputada em 1951 e 1952, e a Copa Intercontinental. | ” |

Sobre o fim da Copa Rio:
| “ | Um detalhe que acabou marcando, de forma mais expressiva a II Copa Rio, é que ela foi a segunda e última. Em verdade, não se sabe bem porquê, cinco clubes do Rio e de S. Paulo reuniram-se e resolveram forçar a C.B.D. a extinguir a Copa Rio. Deixaram a entidade máxima com um torneio internacional na mesma época, mas com outro nome e outro regulamento. Inclusive aumentando o número de concorrentes brasileiros, que agora serão quatro: dois do Rio e dois de S. Paulo. E essa fórmula nova deverá começar a vigorar agora, neste ano de 1953 - Anuário do Esporte Ilustrado 1953. | ” |

## Nomenclaturas
A Copa Rio de 1952 tinha este nome por ser patrocinada pela Prefeitura do Rio de Janeiro, que assim como no ano anterior, doou o troféu aos campeões. O fato é que o torneio de 1952 foi uma continuação do torneio de 1951, conforme os promotores de ambas as edições.
A edição de 1952 também chegou a receber menção como troféu mundial pela imprensa da época, contudo bem menos que a edição de 1951. Em 1951, os jornais brasileiros, de forma generalizada, trataram a competição como mundial de clubes; já em 1952, pelo menos três jornais a trataram como Mundial, assim como o Canal 100, histórico cine-jornal brasileiro, raro documento de imprensa não escrita da época atualmente preservado, o jornal Última Hora a tratou assim, o jornal Diário de Minas de Belo Horizonte (que estampou como manchete principal "Fluminense campeão do mundo") e o Jornal dos Sports. O Jornal dos Sports fazia citações do tipo "...o mais importante torneio de clubes campeões que se tem realizado no mundo" ou "Rio capital mundial do football", rebateu a opinião de alguns que a segunda Copa Rio teria tido nível técnico menor do que a primeira (em virtude das sucessivas recusas de alguns clubes convidados, como Millonários, Racing, Juventus, Barcelona, chegou-se a fazer pilhéria da organização da competição), além de afirmar que a vitória do Fluminense marcou uma curva decisiva na evolução tática do futebol brasileiro.
Em junho de 1951, a CBD declarou que as edições seguintes do torneio (depois da edição de 1951) não seriam chamadas oficialmente de Torneio de Campeões, mas só de Copa Rio. Possivelmente por isso, a conquista do Fluminense em 1952 foi tratada apenas como Copa Rio pela imprensa, exceto pelos jornais citados, que a trataram como título Mundial e dos Campeões, assim como o Canal 100.

## História

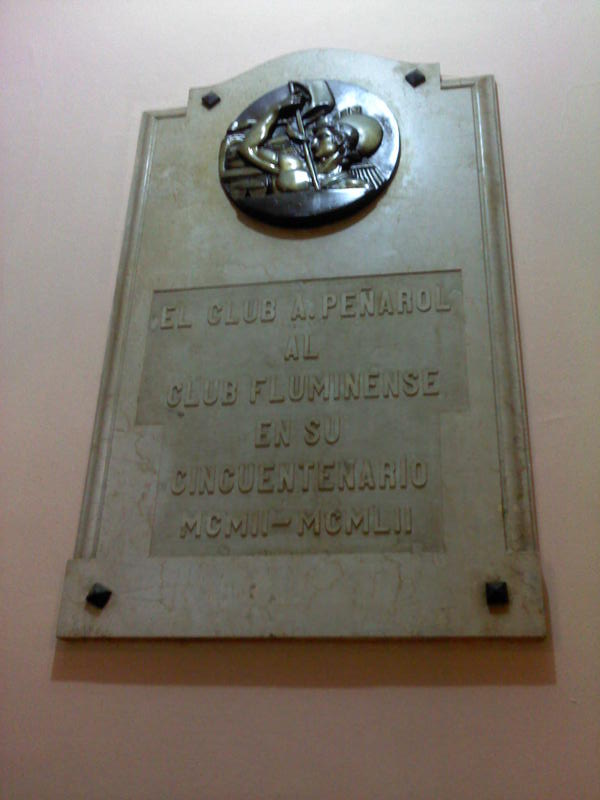
Homenagem do ao.

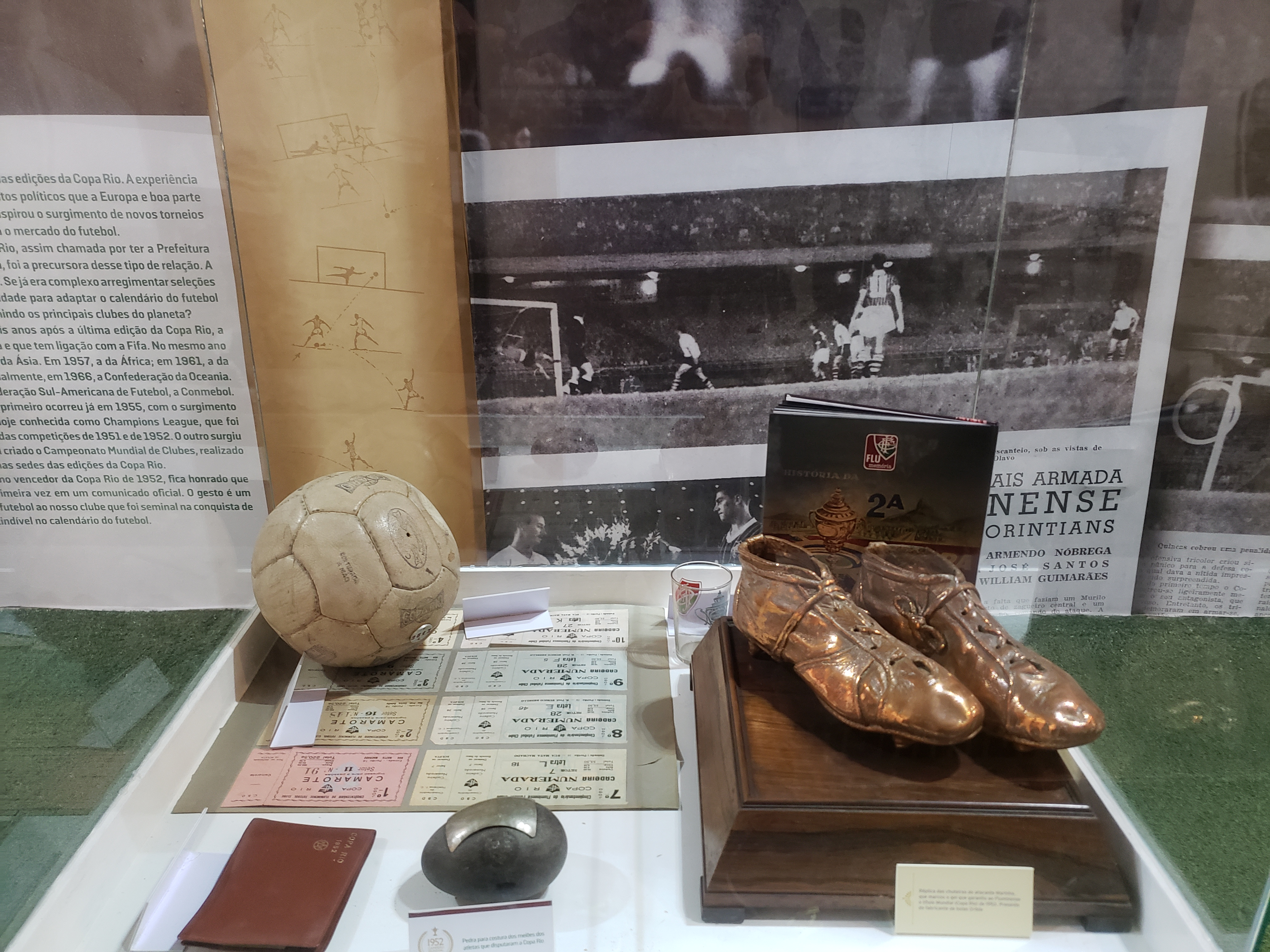
Objetos históricos relacionados à conquista da Copa Rio de 1952.

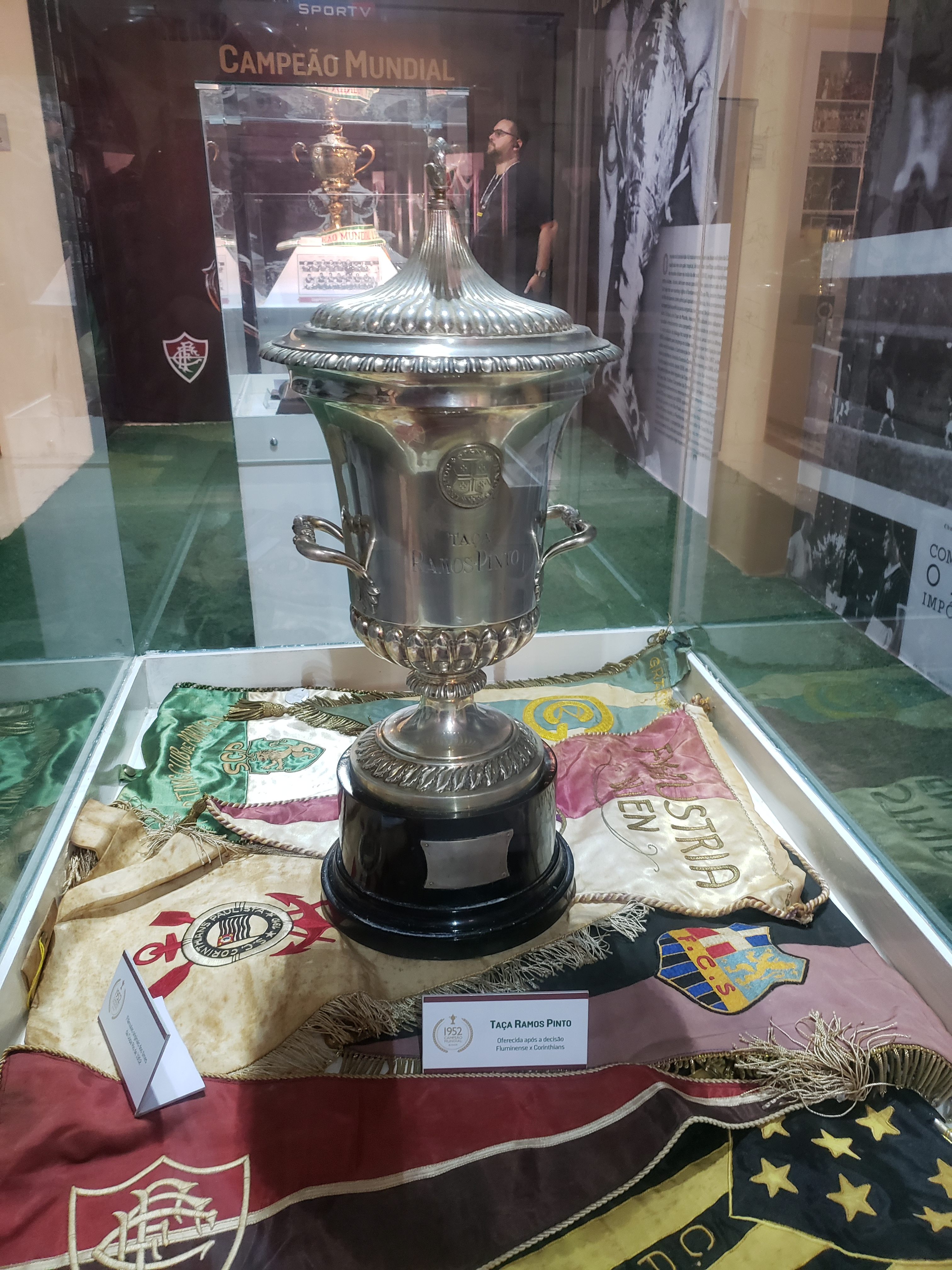
Taça Ramos Pinto, uma das quatro taças em disputa.

O jornal catalão Mundo Deportivo cobriu os preparativos para a organização da edição de 1952 da Copa Rio. A reportagem de 18 de fevereiro de 1952, intitulada "Brasil prepara la Copa Río", confirma a participação da CBD  na organização do torneio, embora sem responsabilidade econômica como na edição anterior, e o recebimento pela entidade de 10% da renda dos jogos. A mesma reportagem indica a intenção inicial dos organizadores de contar com a participação dos campeões de Áustria (Austria Viena), Itália (Juventus), Uruguai (Peñarol), Argentina (Racing), Portugal (Sporting), Espanha (Barcelona, Real Madrid ou Atlético de Bilbao) e um campeão britânico, de Inglaterra ou Escócia (o inglês Newcastle ou o escocês Hibernian). O Dínamo Zagreb, campeão iugoslavo, solicitou a sua inscrição.
A edição da Copa Rio de 1951 confirmou a participação do secretário da FIFA Ottorino Barassi na organização do evento. Em 1952, o Real Madrid supostamente queria participar da competição, o campeão alemão disputaria o torneio em caso da suposta ausência do clube espanhol. Por não haver um suposto acordo financeiro, o clube madrilenho teria supostamente optado por não disputar o certame e participar da Pequena Taça do Mundo, competição amistosa realizada na Venezuela organizada por empresários (sob os auspícios da Federación Venezolana de Fútbol), em datas próximas às da Copa Rio de 1952.
A cobertura do jornal O Estado de S. Paulo à organização: a edição de 5 de abril de 1952 do jornal O Estado de S. Paulo confirma o convite feito pelo Fluminense a que Ottorino Barassi participasse na organização da Copa Rio de 1952 e o convite à participação dos seguintes clubes: Barcelona (Espanha), Austria Viena (Áustria), Racing (Argentina), Peñarol (Uruguai), e o campeão de Portugal, além de estipular que a vaga restante seria disputada em jogos eliminatórios entre clubes de Escócia, Iugoslávia e Alemanha.
A matéria de 11 de abril de 1952 mostra a intenção da CBD e do Fluminense de contarem com os campeões de Escócia/Alemanha/Áustria (com o campeão de um dos três), Espanha (Barcelona), Inglaterra, Itália (Juventus), Portugal (Sporting), Argentina (Racing) e Uruguai (Peñarol), também ressaltando força das equipes convidadas, comentando que o "mais fraco" seria o Sporting CP, mas que o convite ao mesmo seria uma questão de "sangue luso-brasileiro".
A edição de 30 de abril de 1952 deste jornal indica que naquele momento haviam confirmado participação as seguintes equipes estrangeiras: Austria Viena (Áustria), Hibernian (Escócia), Racing (Argentina), Sporting (Portugal), além de estar confirmado um clube uruguaio (Nacional ou Peñarol), sendo que a vaga restante seria de um clube de Espanha ou Itália.
Em 8 de junho de 1952 o mesmo jornal afirma que o campeão argentino Racing chegou a confirmar sua participação.A edição de 18 de junho de 1952 traz a lista de participantes pretendidos como sendo Corinthians, Fluminense, Peñarol, Racing, Sporting, Hibernian, Juventus, Austria Viena e talvez o Millonarios da Colômbia. A mesma matéria cita que o Fluminense tentou aumentar o preço dos ingressos com o argumento de que visava evitar prejuízos na organização da competição, mas que em uma carta para um congressista da Câmara Municipal do Rio de Janeiro, o presidente do Flu, Fábio Carneiro de Mendonça, revelou que o objetivo do clube não era evitar prejuízos mas sim gerar lucro que pudesse ser usado em outros eventos programados no âmbito das comemorações pelo cinquentenário do clube.
A edição de 19 de junho de 1952 do mesmo jornal confirma em sua página 13, que, autorizado pelo Flu, o tesoureiro da CBD, Mozart Di Giorgio, empreenderia uma viagem à Europa (Itália, Áustria, Escócia e Portugal) com o objetivo de entrar em entendimentos com Ottorino Barassi e ajustar os detalhes sobre a participação dos clubes europeus. A mesma edição do jornal dá conta (em sua página 12) que o clube Millonarios da Colômbia recusava o convite para participar da competição por já estar comprometido com a Pequena Taça do Mundo. É possível que o comprometimento da agremiação colombiana à competição venezuelana tenha a ver com o fato de que esta competição foi prestigiada pelo governo da Colômbia, que doou inclusive um dos troféus entregues ao seu campeão.
A edição de 22 de junho afirma que Fluminense pretendia que a Copa Rio deste ano tivesse mais de 8 concorrentes, porém isso não foi permitido pelo regulamento da competição, elaborado pela CBD. A mesma edição do jornal afirma a vontade do Fluminense de contar com o Millonarios (campeão da Colômbia) e com o Nuremberg (campeão da Alemanha Ocidental) como substitutos caso algum clube convidado abrisse mão de participar da Copa Rio.
A edição de 25 de junho de 1952 informa que a Internazionale de Milão foi convidada à competição mas optou em não participar por ter seu quadro sofrido uma derrota recente de 5 a 1 para a equipe do Pro Patria, de modo que o clube italiano sentia que seu time não estava preparado para o certame realizado no Brasil. A mesma matéria cita que o representante do Fluminense na Europa (Mozart Di Giorgio) entraria em contato com o Nuremberg da Alemanha e com o Olimpique de Nice da França sobre a participação destes clubes no certame e  afirma que Mozart Di Giorgio tinha ainda crença na participação do Barcelona e que o Peñarol havia confirmado em definitivo sua participação, porém a matéria afirma que CBD e Fluminense temiam um malogro financeiro da competição após a impossibilidade de vir o Racing argentino e a negativa dos campeões de Itália, Inglaterra e Espanha, e que, na hipótese de não realização da Copa Rio, um torneio diferente poderia ser realizado (segundo esta matéria, tal torneio substituto contaria com 4 equipes brasileiras, Fluminense, Flamengo, Corinthians e Portuguesa de Desportos, e 4 estrangeiras).
A edição de 26 de junho de 1952 de O Estado de S. Paulo (página 9) sustenta a versão de que o Real Madrid já havia fechado acordo para disputar a Pequena Taça do Mundo mas chegou a comunicar ao Fluminense que abriria mão da competição venezuelana para poder jogar a Copa Rio, porém o clube espanhol acabou mesmo disputando a competição venezuelana. A mesma edição do jornal (outra matéria, na página 11) sustenta que o Fluminense e a CBD chegaram a cogitar cancelar a competição, em virtude das dificuldades de trazer os quadros europeus; as explicações dadas pela matéria são que o período de realização do certame não se compatibiliza bem com o calendário das competições europeias (em junho e julho, todos os clubes europeus estariam às voltas com certames nacionais ou regionais, não podendo ausentar-se de seus países por 2 ou 3 semanas), e que um "clube líder", ao se ausentar de seu país por certo tempo, impede que seus antagonistas locais ganhem dinheiro.
A mesma matéria cita que Mozart Di Giorgio faria a última tentativa pela vinda de Nice e Barcelona, porém sem grande esperança, e informa a resposta negativa do alemão Nuremberg em  participar. É noticiado também a possibilidade de realização de um outro certame, com 4 equipes nacionais e quatro estrangeiras, com este jornal sugerindo que o Flu  poderia ter prejuízo se realizasse a Copa Rio com clubes estrangeiros de menor importância.
A matéria do mesmo jornal de 27 de junho de 1952 (página 13), confirma, em definitivo, a disposição do presidente do Fluminense (Fabio Carneiro de Mendonça) em organizar a competição; cita como certa a participação do Real Madrid, do Peñarol, do Sporting CP e do Áustria Viena. É publicado também que não virá nem o Nuremberg nem nenhum outro clube alemão, em função da proibição, por lei federal então existente na Alemanha, a que clubes esportivos daquele país fossem ao exterior, acrescentando que continuavam as gestões pela vinda de Barcelona e do Nice, ressaltando que o Barcelona acabara de vencer o campeão italiano (pelas semifinais da Copa Latina de 1952), com este jornal sugerindo a realização de um certame substituto com quatro equipes brasileiras. A edição de 28 de junho sustenta que o Dundee escocês chegou a ser cogitado na competição, assim como cogitou-se convidar o campeão chileno caso o representante paraguaio desistisse de participar.
A edição do jornal O Estado de S. Paulo de 2 de julho de 1952 publicou que o Grasshoppers e o Saarbrucken confirmavam a participação. Segundo esta matéria, o Saarbrucken era finalista do campeonato alemão quando do acerto para sua participação (o outro finalista era o Stuttgart), sendo que havia uma proibição aos clubes alemães de disputarem torneios no exterior (uma das razões da resposta negativa do Nuremberg), mas o Saarbrucken não estava submetido a tal proibição por tratar-se de uma equipe do Sarre.
Após longas negociações com estes clubes e mudanças nas expectativas quanto aos clubes participantes, a edição do jornal O Estado de S. Paulo de 3 de julho de 1952 publicou a lista definitiva de participantes da Copa Rio: Fluminense, Corinthians, Saarbrucken, Libertad, Peñarol, Austria Viena, Grasshoppers e Sporting. Nesta matéria, o jornal paulista lamentou que, de todos os participantes estrangeiros, apenas o Peñarol tinha grande projeção internacional (segundo o jornal), e entre os demais, apenas o Austria Viena já tinha "demonstrado praticar bom futebol" (segundo o jornal).
A edição de 6 de setembro de 1952 divulgou que o presidente do Fluminense (Fábio Carneiro de Mendonça) informara que o clube teve prejuízo com a realização da Copa Rio da ordem de 1,5 milhão de cruzeiros, alegando que a Lei Municipal 715 (que instituía ao Fluminense uma ajuda de 2 milhões de cruzeiros) não havia sido implementada e que ele temia que ela não o fosse tão cedo, segundo ele pelo pouco caso atribuído à questão pelos membros da Câmara.
A edição de 13 de setembro de 1952 (página 13) informa que o Sr. Castelo Branco, presidente do Conselho Técnico da CBD, proporia à entidade a realização da Copa Rio de 4 em 4 anos ao invés de 2 em 2 anos (a periodicidade originalmente pensada para a Copa Rio era de 2 em 2 anos, mas a segunda edição da Copa Rio, programada para 1953, foi antecipada para 1952 a pedido do Fluminense, em função das comemorações do cinquentenário do clube).
A edição do Jornal do Brasil de 9 de abril de 1952 traz texto e informações semelhantes à edição de 11 de abril de 1952 do jornal O Estado de S. Paulo, frisando os clubes a serem convidados ao certame:  os campeões de Espanha (Barcelona), Itália (Juventus), Inglaterra (então ainda indefinido), Uruguai (Peñarol), Argentina (Racing), Rio de Janeiro (Fluminense), São Paulo (Corinthians), Portugal (Sporting CP) e o campeão de Alemanha, Áustria ou Escócia. A mesma matéria enaltece o torneio, dizendo que a própria Copa do Mundo "recebe uma sombra" com a realização da Copa Rio, enaltece o futebol austríaco como "a máxima expressão da Europa Central" (a Áustria dividia com a Hungria à época o status de país que mais vezes havia vencido a Mitropa Cup) e se refere ao certame como "verdadeiro torneio de campeões".
A edição do Jornal do Brasil de 26 de abril de 1952 informa sobre a participação do Racing da Argentina, como forma de restabelecimento formal das relações esportivas entre Argentina e Brasil. A edição do Jornal do Brasil de 10 de maio de 1952 informa sobre a dificuldade para trazer o Racing e sobre a recusa do campeão italiano Juventus em participar, apresentando a justificativa de que o clube preferiu participar da Copa Latina, a mesma matéria informando que as datas originalmente pensadas para a Copa Rio foram de 5 a 20 de julho de 1952 (as datas originalmente planejadas para a Copa Rio, 5 a 20 de julho, foram próximas às datas da Copa Latina de 1952, que ocorreu de 25 a 29 de junho).
A matéria de 28 de maio de 1952 do Jornal do Brasil, na página 11, informa que seria difícil a vinda do Racing (campeão argentino) à Copa Rio de 1952, pois a participação do clube na Copa Rio de 1952 seria dependente da visita de algumas equipes estrangeiras à Argentina nas mesmas datas da Copa Rio. Isso, pois, se essas equipes estrangeiras visitassem a Argentina, a Associação de Futebol Argentino (AFA) interromperia o campeonato nacional para permitir amistosos entre os clubes argentinos e os clubes estrangeiros visitantes, e com a interrupção no campeonato nacional, o Racing receberia liberação da AFA para vir ao Brasil jogar a Copa Rio; porém, se não houvesse a visita desses clubes estrangeiros à Argentina, não haveria interrupção no Campeonato Argentino e a AFA não liberaria o Racing para vir ao Brasil, por considerar que sua participação nesta competição tem vital importância.
Segundo a edição de 31 de maio de 1952 do Jornal do Brasil, na página 11, Mozart de Giorgio, caixa da CBD, autorizado pelo Fluminense a viajar a Europa a fim de recrutar os clubes para o evento nas "comemorações do seu cinquentenário". Telefonou para Ottorino Barassi pedindo ajuda, o dirigente italiano deu a notícia de que participariam do certame o Austria Viena e o Sporting CP, mas que não participariam os campeões escocês Hibernian e espanhol Barcelona. A mesma edição do jornal dá conta que, tal como em 1951, o Campeonato Uruguaio foi interrompido em 1952 para que o campeão do país pudesse participar da Copa Rio, e que durante a interrupção o Vasco e o Palmeiras iriam ao Uruguai disputar partidas contra  clubes desse país.
Na final da competição foram colocadas em disputa, além da taça da Copa Rio, as taças Ramos Pinto, Milone e Cinquentenário do Fluminense.

## Recusas e desistências
Quatro entre os clubes europeus convidados à Copa Rio de 1952 (Barcelona/Espanha, Nice/França, Juventus/Itália, Sporting CP/Portugal) tinham o direito, enquanto campeões de seus países, a disputar a Copa Latina. Três deles (Barcelona/Espanha, Nice/França e  Juventus/Itália) optaram por privilegiar a Copa Latina daquele ano, disputada em datas muito próximas, com poucos dias de antecedência, em relação às datas originalmente planejadas para a Copa Rio de 1952 (5 a 20 de julho), sendo a exceção o Sporting, que disputou ambas as competições, como havia feito em 1951. Segundo Geraldo Romulado da Silva, correspondente do Jornal dos Sports na França, a Copa Latina foi mais uma vez "um fiasco", disputada em estádios pequenos e com baixo comparecimento do público, tendo dado prejuízo.
A Juventus (campeã italiana em 1952) teve em 1952 a mesma atitude que o Milan (campeão italiano em 1951) teve em 1951: optar pela Copa Latina e abrir mão da Copa Rio. Já o Nice teve atitude diversa: em 1951 participou da Copa Rio e deixou a vaga na Copa Latina ao vice-campeão francês Lille, mas em 1952 participou da Copa Latina. Segundo o Jornal dos Sports, a desistência da Juventus teria se dado por ter saído do Brasil no ano anterior ofendida, afirmando que nunca mais voltaria a este país, alguma coisa ligada a fato que teria acontecido em um hotel.
Equipes britânicas foram convidadas à competição (o inglês Newcastle e escocês Hibernian), mas não quiseram participar, numa atitude que guarda relação com certa relutância britânica demonstrada, na década de 70, em disputar a Copa Intercontinental: naquela década, clubes ingleses venceram a Liga dos Campeões da Europa em 3 ocasiões, e nas 3 ocasiões não quiseram vir à América do Sul disputar a Copa Intercontinental.
O Nuremberg foi convidado, mas não pôde aceitar porque havia à época uma Lei Federal na Alemanha Ocidental que proibia naquele momento os clubes do país de disputar competições no exterior, sendo que tal Lei não se aplicava ao Saarbrücken, pois era uma equipe da região do Sarre, então administrada pela França.
O Racing Avellaneda, da Argentina, aceitou participar, mas não obteve autorização da AFA (Asociación del Fútbol Argentino), que vivia às turras com a CBD, inclusive não tendo participado da Copa do Mundo de 1950 por conta disto.
Millonarios (Colômbia) e Real Madrid (Espanha) foram convidados, mas já haviam fechado acordo para disputar a Pequena Taça do Mundo, na Venezuela. O governo colombiano era inclusive um dos patronos da competição venezuelana, tendo doado inclusive um dos troféus entregues ao campeão da mesma.
Organizada pelo Fluminense em conjunto com a CBD, na Copa Rio as equipes estrangeiras convidadas não eram obrigadas a participar da competição, assim como acontecia na Copa do Mundo até 1954, realizadas por convites, tendo a Copa do Mundo de 1954 sido marcada como a primeira a ter eliminatórias, com a competição em 1952 ter tido a negativa ou desistência de Barcelona, Real Madrid, Newcastle, Hibernian, Internazionale, Juventus, Millonarios e Nice em participar (sem contar os clubes que não conseguiram autorização de suas federações nacionais: Racing Avellaneda e Nuremberg). Além destes, as edições do Jornal dos Sports de 1952 citam dois outros clubes que foram convidados, o Milan e o Manchester United.

## Sobre os participantes

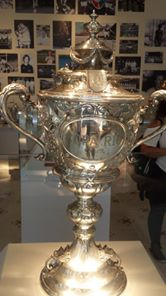
Taça da Copa Rio de 1952.

Fora das ilhas britânicas, o futebol europeu se expandiu primeiramente pela Áustria, Escandinávia e Suíça, estando os dois países citados, Áustria e Suíça, representados na Copa Rio de 1952. O campeão do mundo, Uruguai, a Alemanha, que seria campeã da copa seguinte, Paraguai, vice campeão da Copa América, e Portugal, foram os países representados, além do Brasil.
A chegada do Sporting, clube da cidade de Lisboa, fundado em 1906, foi noticiada na edição de 5 de julho de 1952 do Jornal dos Sports, que informou que o time vinha reforçado pelo defensor Carvalho, do Porto e por Faia, do Barreirense. Na campanha da conquista do Campeonato Português a equipe obteve 19 vitórias em 26 jogos, com 3 empates e 4 derrotas, 91 gols a favor e 40 contra. O Sporting foi o clube dominante do futebol português entre 1939 e 1958, só vindo a perder a hegemonia como maior vencedor do Campeonato Português, durante os anos 1970. Os seus maiores destaques eram o goleiro Carlos Gomes e o atacante Travassos, um dos integrantes do famoso ataque sportinguista, intitulado Cinco Violinos.
O Grasshopper Club, campeão suíço, clube de Zurique, cidade germanófona de um país tetralíngue, fundado por ingleses simpatizantes do Blackburn Rovers em 1886, era o representante dos anfitriões da Copa do Mundo de 1954, um futebol nacional que na época era conhecido como "ferrolho suíço", pelo seu sistema de jogo excessivamente defensivo. O seu atacante Alfred Bickel foi um dos dois únicos jogadores que disputaram Copas do Mundo antes e depois da Segunda Guerra Mundial, tendo sido eleito o "melhor jogador jovem da Copa do Mundo", em 1938. O outro foi o sueco Erik Nilsson. Ambos jogaram em 1938 e 1950. Ainda é, nos dias atuais, o maior vencedor entre os clubes que disputam o Campeonato Suíço.
Já o Club Libertad, clube da cidade de Assunção, fundado em 1905, que liderava o Campeonato Paraguaio na época do convite, terminaria como vice campeão nacional em cinco ocasiões durante os anos 1950 (1950, 1952, 1953, 1954 e 1956), tendo sido campeão no ano de 1955. A Seleção Paraguaia, nas competições mais próximas da Copa Rio, foi vice campeã da Copa América em 1947 e 1949, além de campeã em 1953 ao derrotar a Seleção Brasileira na final.[carece de fontes?] O Libertad já ostentava na época, a marca de terceiro maior vencedor do Campeonato Paraguaio. No ano anterior, em excursão pela Argentina, derrotou o forte time do River Plate e empatou com o Racing Club, campeão argentino. Seu time era base da Seleção Paraguaia que havia vencido o Fluminense em maio de 1952, por 5 a 3.
Sobre o Saarbrücken, clube fundado em 1903 na cidade do mesmo nome na região do Sarre, no Sudoeste da Alemanha, o Jornal dos Sports apresentou na edição de 11 de julho de 1952 o cartel dos clubes participantes, destacando que o clube germânico apresentava vitórias sobre o Atlhetic Bilbao e o Real Madrid, ambas por 4 a 0 na Espanha, 3 a 0 sobre o Liverpool e duas vitórias contra o Áustria Viena, sendo considerado um dos grandes quadros da Europa do momento. No Campeonato Alemão eliminou o Kaiserslautern, campeão alemão do ano anterior, o Nürnberg, campeão da Alemanha do Sul, o Hamburgo, campeão da Alemanha do Norte e o Schalke 04, vice campeão da Alemanha do Oeste, vindo a perder a final para o Stuttgart por 1 a 0.
O Peñarol, de Montevidéu, campeão uruguaio, que teria sido fundado em 1881 como CURCC e renomeado em 1913, chegou credenciado como o time base da Seleção Uruguaia campeã do mundo em 1950, quando foi representado por nove jogadores. Em 1928 o Peñarol havia conquistado a Copa Aldao, competição regional platina. Posteriormente, em 1954, o Peñarol conquistaria a Copa Montevideo, competição iniciada em 1953 e organizada pela Asociación Uruguaya de Fútbol (AUF), que é reivindicada pelos uruguaios como sucessora da Copa Rio, com o Fluminense vindo a terminar em terceiro nessa ocasião. Historicamente, alterna com o Nacional, a condição de maior campeão do Campeonato Uruguaio.
O Austria Viena, fundado em 1911, campeão da Mitropa Cup em duas ocasiões na década de 1930, competição que reunia clubes de países da Europa Central, era considerado um dos grandes clubes do futebol austríaco, muito pelo talento de Matthias Sindelar, tido como o melhor jogador austríaco de todos os tempos, com o Austria tendo um importante papel de resistência na luta contra o Nazismo durante a anexação de seu país pela Alemanha. Já por ocasião da disputa da Copa Rio, era e continua sendo, o segundo clube com mais títulos conquistados no Campeonato Austríaco e era o campeão nacional por ocasião do convite.
Fluminense, campeão carioca, e Corinthians, campeão paulista, representaram o Brasil como campeões de seus estados. No Torneio Rio-São Paulo de 1952, finalizado em março, o Fluminense chegou na última rodada necessitando ganhar do Corinthians em São Paulo para se sagrar campeão, mas a derrota para o Timão o fez empatar com o Flu no terceiro lugar e jogar a decisão para partidas extras entre a Portuguesa, que seria campeã, e o Vasco.
Em abril, a Seleção Brasileira conquistaria o seu primeiro título relevante no exterior, o Campeonato Pan-Americano de 1952, com o Fluminense tendo contribuído com o seu técnico Zezé Moreira e com os jogadores Castilho, Pinheiro e Didi, titulares nas cinco partidas disputadas pela seleção canarinho, além de Bigode, e o Corinthians com o seu artilheiro Baltazar, o "Cabecinha de Ouro" e seu goleiro Cabeção, que não atuou. Já em 1928 o Fluminense conquistaria a sua primeira taça internacional, ao vencer o clube português Sporting, igualmente participante dessa edição da Copa Rio, por 4 a 1, em partida disputada no Estádio de Laranjeiras.
Um pouco antes do início da Copa Rio de 1952, o Fluminense sagrou-se campeão do Torneio José de Paula Júnior, disputado contra as equipes mineiras do América, Atlético e Cruzeiro.
Já o Corinthians realizou a sua primeira excursão a Europa entre abril a junho, com 12 vitórias, 3 empates e 1 derrota.

## Abandono do Peñarol
O Peñarol abandonou a competição nas semifinais, após o primeiro jogo de semifinal contra o Corinthians. Descontentes com a arbitragem do tumultuado e violento jogo contra o Corinthians  (em que até o árbitro alemão e um fotógrafo de jornal foram agredidos, este último inclusive hospitalizado com fratura na perna, segundo O Estado de S. Paulo de 25 de julho de 1952), e alegando terem tido seu ônibus atacado a pedradas  após o jogo por uma "massa exaltada" de corintianos que "a polícia impotente não pôde conter", os uruguaios solicitaram a remarcação da partida de volta para o Rio de Janeiro (estava marcada para o Pacaembu, em São Paulo), como condição para que permanecessem na competição. O Corinthians não concordou com a mudança no local do jogo, e assim os uruguaios abandonaram a competição.
O Peñarol ofereceu desculpas, garantindo que havia vindo ao certame muito motivado em poder prestigiar o cinquentenário do Fluminense, mas que não poderia continuar no certame mediante a situação que ocorrera. O regulamento da competição previa que, caso algum clube a abandonasse, o Fluminense (organizador do certame) não seria obrigado a pagar a este clube o valor financeiro acertado para sua participação. Porém, por fidalguia, o Fluminense pagou ao Peñarol o valor que havia sido acertado para a participação do clube uruguaio, conforme publicado pelo jornal O Estado de S. Paulo de 27 de julho de 1952.
O jornal espanhol El Mundo Deportivo dá conta deste ocorrido, citando que o Peñarol recebeu hostilidade (vaias e ofensas, etc) do público brasileiro não só no jogo contra o Corinthians mas também nos outros jogos, no Rio de Janeiro notadamente na partida contra o Sporting, e cita matéria assinada por Orlando Bugallo no semanário "Futebol Actualidad", atribuindo a hostilidade brasileira contra o Peñarol ao ressentimento brasileiro pela final da Copa do Mundo de 1950.

## Noticiário do Anuário do Esporte Ilustrado 1953
* Respeitada a redação original.
"A II Copa Rio foi iniciada num sábado à tarde - 12 de Julho. No Maracanã jogaram o Peñarol e o Grasshopers. O campeão uruguaio, franco favorito, pois contava com quase todo o time que levantara a Copa do Mundo em 50, lutou com dificuldades para conter o ferrolho suiço, conseguindo apenas uma modesta vitória  por 1 a 0. No Pacaembu jogaram o Áustria e o Libertad, e  o time vienense confirmando a sua classe já demonstrada em 51, venceu bem por 4 a 2."
"No dia seguinte, domingo, 13, jogaram no Maracanã, o Fluminense e o Sporting. Foi um match sensacional, em que os portugueses, resistindo bravamente aos ataques  mais penetrantes dos tricolores, chegaram ao final da lutta com um honroso empate por 0 x 0. E no Pacaembu, o campeão paulista - Corinthians - estreava espetacularmente goleando o Saarbrücken por 6 x 1. "
" Na segunda rodada, na noite de 16, enfretaram-se, no Maracanã, o Peñarol e o Sporting. Foi um match bem movimentado, em que a melhor classe dos uruguaios acabou se impondo à valentia dos portugueses, pela contagem de 3 x 1. O primeiro tempo terminou empatado em 0 x 0. Enquanto isso no Pacaembu, o Áustria voltava a vencer, impondo-se com facilidade ao Saarbrücken por  5 x 1."
"Na noite seguinte, voltou o campeão carioca ao Maracanã para enfrentar o Grasshopers e viver outro drama intenso. Encontrando a mesma dificuldade que havia encontrado o Peñarol para romper o ferrôlho suiço, o Fluminense não conseguiu nada no primeiro tempo, que terminou 0 x 0. E na segunda fase, somente quando faltavam doze minutos para findar a luta, foi que marcou o gol da vitória. Já no Pacaembu, o Corinthians voltava a marcar um triunfo fácil, abatendo o Libertad, pela ampla vantagem de 6 x 0."
"Na tarde de sábado, 19, o Sporting e o Grasshopers despediam-se do torneio no Maracanã. Ratificando a boa impressão da estréia, os portugueses levaram a melhor na luta, derrotando os suíços por 2 x 1. E no Pacaembu despediam-se também os dois perdedores da série paulista, com os paraguaios do Libertad derrotando os alemães do Saarbrücken por 4 x 1."
"No dia seguinte, encerrando o turno carioca de classificação, jogaram no Maracanã o Fluminense e o Peñarol. Os tricolores, que não haviam convencido nos dois primeiros jogos, se reabilitaram no cotejo com os campeões uruguaios, vencendo bem por 3 x 0 e firmando-se assim como o nº 1 da chave. No Pacaembu defrontaram-se os também invictos, Corinthians e Áustria, sendo que desta feita o campeão paulista não conseguiu a goleada que vinha marcando sucessivamente. Com muita dificuldade venceu por 2 x 1, sendo que o primeiro tempo terminou com a vantagem de 1 x 0 para os austríacos."
"De acordo com a regulamentação do certame, nas semi-finais o Fluminense teve que enfrentar o Áustria, segundo colocado na chave paulista, enquanto  Corinthians jogava com o Peñarol. O primeiro jogo realizado entre os tricolores e os austríacos no Maracanã terminou com a difícil vitória do campeão carioca por 1 x 0 apenas. No segundo jogo, porém, o Fluminense conseguiu desbaratar a resistência austríaca, vencendo por 5 x 2. O Áustria na metade do primeiro tempo esteve vencendo por 2 x 1, mas já no final desta fase os tricolores estavam à frente com 3 x 2."
"No Pacaembu, o Corinthians e o Peñarol jogaram apenas a primeira metade da semifinal. Tão acidentada foi esta peleja, ganha pelo campeão paulista por 2 x 1 que o Peñarol desistiu da segunda, abandonando o certame.  Interessante é que os uruguaios se queixaram da violência do jogo, mas foi o Corinthians que teve dois players fora de combate: - Baltazar, com fratura e afundamento do malar, e Murilo com forte contusão no joelho. Ambos não puderam jogar mais até o fim do certame. Dois uruguaios foram expulsos de campo, sendo Romero por jogo violento e Miguez por agressão ao árbitro, o alemão Dinger."
"Com a vitória do Fluminense sobre o Áustria e a desistência do Peñarol, ficaram os dois clubes brasileiros classificados para a final da II Copa Rio. No primeiro jogo, o Fluminense levou a melhor pela contagem de 2 x 0, marcando um goal em cada tempo. No segundo encontro, na noite de 3 de Agosto, registrou-se um empate de 2 x 2 e assim o Fluminense sagrou-se campeão do certame. Uma vitória tão mais expressiva porque conquistada justamente no ano do cinquentenário do tricolor carioca."

## Grupos
Grupo do Rio de Janeiro
| Peñarol          | Uruguai  | Campeão uruguaio de 1951               |
| Grasshopper Club | Suíça    | Campeão suíço da temporada 1951/52     |
| Fluminense       | Brasil   | Campeão carioca de 1951                |
| Sporting         | Portugal | Campeão português da temporada 1951/52 |

Grupo de São Paulo
| Saarbrücken   | Alemanha | Vice campeão alemão ocidental da temporada 1951/52, mas que era finalista do campeonato na época do convite. O outro finalista, o Stuttgart, não poderia participar de torneio no exterior, em função de proibição da Lei Federal da Alemanha Ocidental à época. |
| Libertad      | Paraguai | Vice campeão paraguaio de 1952, liderava a competição na época do convite. |
| Corinthians   | Brasil   | Campeão paulista de 1951 |
| Austria Viena | Áustria  | Vice campeão austríaco da temporada 1951/52, liderava o campeonato na época do convite. |

| Equipes convidadas que não participaram          |
| ------------------------------------------------ |
| Juventus (Itália) - Campeã italiana de 1951/1952 |
| Racing (Argentina) - Campeão argentino de 1951   |

## Partidas
Grupo do Rio de Janeiro (todas as partidas no Maracanã)
| Data                | Local          | Jogo | Equipes                          | Público                  |
| ------------------- | -------------- | ---- | -------------------------------- | ------------------------ |
| 12 de julho de 1952 | Rio de Janeiro | A    | Peñarol 1–0 Grasshoppers-Club    | 18.447 (11.700 pagantes) |
| 13 de julho de 1952 | Rio de Janeiro | B    | Fluminense 0–0 Sporting          | 74.185 (63.483 pagantes) |
| 16 de julho de 1952 | Rio de Janeiro | C    | Peñarol 3–1 Sporting             | 54.411 (43.343 pagantes) |
| 17 de julho de 1952 | Rio de Janeiro | D    | Fluminense 1–0 Grasshoppers-Club | 19.703 (10.998 pagantes) |
| 19 de julho de 1952 | Rio de Janeiro | E    | Sporting 2–1 Grasshoppers-Club   | 15.791 (9.386 pagantes)  |
| 20 de julho de 1952 | Rio de Janeiro | F    | Fluminense 3–0 Peñarol           | 63.536 (51.436 pagantes) |

Classificação Final
| Posição | Time        | Pts | J | V | E | D | GP | GC | SG |
| ------- | ----------- | --- | - | - | - | - | -- | -- | -- |
| 1       | Fluminense  | 5   | 3 | 2 | 1 | 0 | 4  | 0  | 4  |
| 2       | Peñarol     | 4   | 3 | 2 | 0 | 1 | 4  | 4  | 0  |
| 3       | Sporting    | 3   | 3 | 1 | 1 | 1 | 3  | 4  | -1 |
| 4       | Grasshopper | 0   | 3 | 0 | 0 | 3 | 1  | 4  | -3 |

Grupo de São Paulo (todas as partidas no Pacaembu)
| Data                | Local     | Jogo | Equipes                          |
| ------------------- | --------- | ---- | -------------------------------- |
| 12 de julho de 1952 | São Paulo | A    | Austria Viena 4–2 Libertad       |
| 13 de julho de 1952 | São Paulo | B    | Corinthians 6–1 FC Saarbrücken   |
| 16 de julho de 1952 | São Paulo | C    | Austria Viena 5–1 FC Saarbrücken |
| 17 de julho de 1952 | São Paulo | D    | Corinthians 6–0 Libertad         |
| 19 de julho de 1952 | São Paulo | E    | Libertad 4–1 FC Saarbrücken      |
| 20 de julho de 1952 | São Paulo | F    | Corinthians 2–1 Austria Viena    |

Classificação Final
| Posição | Time          | Pts | J | V | E | D | GP | GC | SG  |
| ------- | ------------- | --- | - | - | - | - | -- | -- | --- |
| 1       | Corinthians   | 6   | 3 | 3 | 0 | 0 | 14 | 2  | 12  |
| 2       | Austria Viena | 4   | 3 | 2 | 0 | 1 | 10 | 5  | 5   |
| 3       | Libertad      | 2   | 3 | 1 | 0 | 2 | 6  | 11 | -5  |
| 4       | Saarbrücken   | 0   | 3 | 0 | 0 | 3 | 3  | 15 | -12 |

## Semifinais
Semifinal de São Paulo
| Data                | Local     | Jogo | Equipes                  |
| ------------------- | --------- | ---- | ------------------------ |
| 24 de julho de 1952 | São Paulo | N    | Corinthians 2–1 Peñarol  |
| 27 de julho de 1952 | São Paulo | O    | Corinthians W.O. Peñarol |

Semifinal do Rio de Janeiro
| Data                | Local          | Jogo | Equipes                      | Público                  |
| ------------------- | -------------- | ---- | ---------------------------- | ------------------------ |
| 23 de julho de 1952 | Rio de Janeiro | P    | Fluminense 1–0 Austria Viena | 34.180 (23.105 pagantes) |
| 27 de julho de 1952 | Rio de Janeiro | Q    | Fluminense 5–2 Austria Viena | 45.623 (33.897 pagantes) |

## Finais
| Data                | Local          | Jogo | Equipes                    | Público                  |
| ------------------- | -------------- | ---- | -------------------------- | ------------------------ |
| 30 de julho de 1952 | Rio de Janeiro | R    | Fluminense 2–0 Corinthians | 38.680 (27.094 pagantes) |
| 2 de agosto de 1952 | Rio de Janeiro | S    | Fluminense 2–2 Corinthians | 65.946 (53.074 pagantes) |

### Final - 1º jogo[64]
| 30 de julho | Fluminense                              | 2 – 0 | Corinthians | Maracanã, Rio de Janeiro                                                           |
|             | Orlando Pingo de Ouro 22' · Marinho 70' |       |             | Público: 38 600 (27094 pagantes) Renda: Cr$ 770.590,90 Árbitro: POR Joaquim Campos |

- Fluminense: Castilho; Píndaro e Pinheiro; Jair, Edson e Bigode; Telê (Robson), Didi, Marinho (Simões), Orlando Pingo de Ouro e Quincas. Técnico: Zezé Moreira.

- Corinthians: Gilmar; Homero e Olavo; Idário, Julião E Sula; Cláudio, Luizinho, Carbone, Gatão (Jackson) e Mário (Colombo). Técnico: Rato.

### Final - 2º jogo[64]
| 2 de agosto | Fluminense             | 2 – 2 | Corinthians                | Maracanã, Rio de Janeiro                                                                |
|             | Didi 10' · Marinho 70' |       | Jackson 56' · Souzinha 89' | Público: 65 946 (53074 pagantes) Renda: Cr$ 1.506.379,00 Árbitro: FRA Gabriel Tordjaman |

- Fluminense: Castilho; Píndaro e Pinheiro (Nestor); Jair, Edson e Bigode; Telê (Robson), Didi, Marinho, Orlando Pingo de Ouro e Quincas. Técnico: Zezé Moreira.

- Corinthians: Gilmar; Homero e Olavo; Idário (Sula), Goiano e Julião; Cláudio, Luizinho (Souzinha), Carbone, Jackson e Colombo. Técnico: Rato.

| Equipes |
| --- |
| Fluminense: Castilho; Píndaro, Pinheiro (Nestor), Jair, Edson, Bigode, Telê (Robson), Didi, Marinho, Orlando Pingo de Ouro e Quincas. Técnico: Zezé Moreira |
| Corinthians: Gilmar; Homero e Olavo; Idário (Sula), Goiano e Julião; Cláudio, Luisinho (Souzinha), Carbone, Jackson e Colombo. Técnico: Rato                |

| Ficha Técnica                                                   |
| --------------------------------------------------------------- |
| Árbitro: Gabriel "Gaby" Tordjaman                               |
| Gols: Didi (10'), Jackson (56'), Marinho (64') e Souzinha (89') |
| Renda: Cr$ 1.506.379,00                                         |
| Público: 65.946 (53.074 pagantes)                               |

| Artilheiros: Marinho e Orlando Pingo de Ouro (FLU) - 5 gols |
| ----------------------------------------------------------- |

| Copa Rio 1952                   |
| ------------------------------- |
| Fluminense Football Club Brasil |

## Seleção da competição
- Seleção eleita pelos jornalistas presentes à competição.[65]

Seis jogadores do Fluminense, dois do Corinthians e do Austria e um do Peñarol compuseram os onzes que mais se destacaram em suas posições na competição.
| Seleção da Copa Rio de 1952 |
| --- |
| Castilho ; Píndaro , Pinheiro , Rodríguez Andrade , Bigode ; Ocvirk , Cláudio , Didi ; Baltazar , Orlando Pingo de Ouro e Aurednik . |